# Karang Pamindangan
Karang Pamindangan is een bestuurslaag in het regentschap Lebak van de provincie Banten, Indonesië. Karang Pamindangan telt 2003 inwoners (volkstelling 2010).